# Too Tough to Die
| 전문가 평가                   | 전문가 평가 |
| 평가 점수                     | 평가 점수   |
| 출처                          | 점수        |
| ----------------------------- | ----------- |
| AllMusic                      | [ 1 ]       |
| Robert Christgau              | A           |
| Rolling Stone                 | [ 3 ]       |
| Spin Alternative Record Guide | 6/10        |

《Too Tough to Die》는 미국의 펑크 록 밴드 라몬즈의 여덟 번째 스튜디오 음반이다. 1984년 10월 1일에 발매되었으며, 리치 라몬이 드럼에 참여한 최초의 라몬즈 음반이다. 전 멤버 토미 라몬이 프로듀싱을 맡으면서 녹음 과정은 밴드의 1976년 셀프 타이틀 데뷔 음반과 비슷했다. 마찬가지로 이 음반의 스타일은 서정적으로나 작곡적으로 밴드가 다시 뿌리를 내리는 것을 볼 수 있었다. 밴드 멤버들의 실루엣이 담긴 음반 커버 사진은 사진작가 조지 듀보스의 카메라가 오작동한 후 발생한 "행운의 사고"에서 비롯된 것이다.
음반의 전반적인 스타일은 밴드의 이전 음반 중 여러 음반의 초점이 되었던 팝 음악보다는 펑크 록과 헤비 메탈 음악의 스타일에 치우쳤다. 《Too Tough to Die》는 1983년 발매된 《Subterranean Jungle》의 기타 리프와 같은 요소를 차용했다. 《Subterranean Jungle》의 〈Time Bomb〉에 이어 베이시스트 디 디 라몬이 두 번째로 음반의 리드 보컬을 맡고 두 트랙의 보컬 크레딧을 받았다. 이 음반에는 밴드의 유일한 기악곡인 〈Durango 95〉도 수록되어 있다.
비평가들은 밴드가 팝 음악 장르에서 벗어났다고 언급하며 초기 작곡, 녹음, 프로듀싱 방식으로 돌아간 것을 높이 평가했다. 비평가들의 찬사에도 불구하고 《Too Tough to Die》는 음반 판매량에서 저조한 성적을 거두었다. 이 시점에서 이 음반은 빌보드 200에서 밴드의 가장 낮은 정점 기록이었다.

## 녹음
《Too Tough to Die》의 녹음은 1984년 여름 뉴욕의 미디어 사운드 스튜디오에서 시작되었다. 이 음반의 녹음 과정은 1976년 음반의 시조를 녹음하는 데 사용된 유사한 기법을 사용했으며, 《롤링 스톤》의 커트 로더는 이 음반을 "사실상 스튜디오에 라이브"라고 설명했다. 이 음반은 마키 라몬이 과도한 음주로 해고된 후 그를 대신한 새로운 드러머 리치 라몬의 데뷔를 기념하는 음반이다. 이 음반의 노래는 주로 베이시스트 디 디 라몬과 기타리스트 조니 라몬이 작곡한 반면, 리드 싱어 조이 라몬은 녹음 전 "몸이 좋지 않았다"는 이유로 평소만큼 참여하지 않았다. 하지만 조이는 대니얼 레이의 기타 파트에 대한 도움을 받은 후 〈No Go〉와 〈Daytime Dilemma (Dangers of Love)〉라는 곡을 작곡했다.

## 커버 아트
음반 커버 사진은 사진작가 조지 듀보스가 센트럴 파크 동물원 근처 뉴욕 센트럴 파크의 터널에서 촬영한 것이다. 사진 속 밴드 멤버들은 언더패스 아치 아래 나란히 서서 어두운 실루엣을 파란색 조명과 드라이아이스 안개로 배경을 비추고 있다. 조니는 이 작품이 1971년에 개봉한 영화 《시계태엽 오렌지》를 개념적으로 참조하기를 원했다. 듀보스는 "조니는 《시계태엽 오렌지》에서 갱단에 대한 기억을 불러일으킬 수 있는 사진을 원했다"라고 말했다. 듀보스는 또한 밴드가 인기가 크게 성장했기 때문에 커버에 얼굴이 필요하지 않다고 말했지만, 원래는 그들의 얼굴을 포함하려고 했다. 음반 커버 사진은 듀보스의 플래시가 발사되지 않아 의도치 않게 밴드 멤버들을 실루엣으로 촬영한 후 "행운의 사고"였다.

## 곡 목록
| #  | 제목                       | 작사·작곡                          | 재생 시간 |
| -- | -------------------------- | ---------------------------------- | --------- |
| 1. | 〈Mama's Boy〉             | 조니 라몬, 디 디 라몬, 토미 라몬   | 2:09      |
| 2. | 〈I'm Not Afraid of Life〉 | 디 디 라몬                         | 3:12      |
| 3. | 〈Too Tough to Die〉       | 디 디 라몬                         | 2:35      |
| 4. | 〈Durango 95 (기악)〉      | 조니 라몬                          | 0:55      |
| 5. | 〈Wart Hog〉               | 디 디 라몬, 조니 라몬              | 1:54      |
| 6. | 〈Danger Zone〉            | 디 디 라몬, 조니 라몬              | 2:03      |
| 7. | 〈Chasing the Night〉      | 조이 라몬, 디 디 라몬, 부스타 존스 | 4:25      |

| #   | 제목                                  | 작사·작곡              | 재생 시간 |
| --- | ------------------------------------- | ---------------------- | --------- |
| 8.  | 〈Howling at the Moon (Sha-La-La)〉   | 디 디 라몬             | 4:06      |
| 9.  | 〈Daytime Dilemma (Dangers of Love)〉 | 조이 라몬, 대니얼 레이 | 4:31      |
| 10. | 〈Planet Earth 1988〉                 | 디 디 라몬             | 2:54      |
| 11. | 〈Humankind〉                         | 리치 라몬              | 2:41      |
| 12. | 〈Endless Vacation〉                  | 디 디 라몬, 조니 라몬  | 1:45      |
| 13. | 〈No Go〉                             | 조이 라몬              | 3:03      |